# Gregory Sporleder
Gregory Michael Sporleder (Saint Louis, 14 aprile 1964) è un attore statunitense.

## Biografia
Si è diplomato presso la University City Senior High School, a University City, Missouri (un sobborgo di St. Louis). Nella sua carriera ha recitato in film come Mezzo professore tra i marines, The Rock, Twister, Black Hawk Down - Black Hawk abbattuto, S.W.A.T. - Squadra speciale anticrimine, La città verrà distrutta all'alba e molti altri.
Nel 1994 ha recitato nel videoclip di Sheryl Crow All I Wanna Do, ma dopo la candidatura del brano ai Grammy, è stata diffusa una nuova versione del videoclip con le scene, in cui Sporleder era protagonista, tagliate. Sporleder ha lavorato anche per la televisione, ha recitato nel film per la TV A prova di errore ed è stato guest star in numerose serie televisive, come Friends, NYPD Blue, Smallville, 24, Monk e The Mentalist. Nel 2010 ha interpretato il ruolo ricorrente di Calvin Norris nella terza stagione della serie televisiva della HBO True Blood.

## Filmografia parziale

### Film
- Non per soldi... ma per amore (Say Anything...), regia di Cameron Crowe (1989)
- Rischiose abitudini (The Grifters), regia di Stephen Frears (1990)
- Ragazze vincenti (A League of Their Own), regia di Penny Marshall (1992)
- Harry e Kit (Trouble Bound), regia di Jeffrey Reiner (1993)
- Una vita al massimo (True Romance), regia di Tony Scott (1993)
- Fatal Instinct - Prossima apertura (Fatal Instinct), regia di Carl Reiner (1993)
- Mezzo professore tra i marines (Renaissance Man), regia di Penny Marshall (1994)
- The Rock, regia di Michael Bay (1996)
- Twister, regia di Jan de Bont (1996)
- Il sapore del sangue (Clay Pigeons), regia di David Dobkin (1998)
- Essere John Malkovich (Being John Malkovich), regia di Spike Jonze (1999)
- Mai stata baciata (Never Been Kissed), regia di Raja Gosnell (1999)
- Black Hawk Down - Black Hawk abbattuto, regia di Ridley Scott (2001)
- S.W.A.T. - Squadra speciale anticrimine (S.W.A.T.), regia di Clark Johnson (2003)
- Brivido biondo (The Big Bounce), regia di George Armitage (2004)
- Hotel Bau (Hotel for Dogs), regia di Thor Freudenthal (2009)
- 17 Again - Ritorno al liceo (17 Again), regia di Burr Steers (2009)
- La città verrà distrutta all'alba (The Crazies), regia di Breck Eisner (2010)

### Televisione
- Il bambino che amava il Natale (The Kid Who Loved Christmas) (1990)
- A prova di errore (Fail Safe), regia di Stephen Frears (2000)
- True Blood - serie TV, 6 episodi (2010)
- American Horror Story – serie TV, 1 episodio (2011)

## Doppiatori italiani
Nelle versioni in italiano delle opere in cui ha recitato, Gregory Sporleder è stato doppiato da:
- Luca Dal Fabbro in The Rock, Memphis Beat, The Mentalist
- Davide Marzi in Smallville, Criminal Minds
- Enrico Di Troia in La città verrà distrutta all'alba, True Blood
- Stefano Benassi in Mezzo professore tra i marines
- Luigi Ferraro ne Il sapore del sangue
- Massimiliano Alto in Black Hawk Down - Black Hawk abbattuto
- Vladimiro Conti in Mai stata baciata
- Luigi Rosa in Brivido biondo
- Marco Mete in La casa nella prateria
- Sergio Lucchetti in Detective Monk
- Pierluigi Astore in Sons of Anarchy